# Хантер (Северна Дакота)
Хантер (енгл. Hunter) град је у америчкој савезној држави Северна Дакота.

## Демографија
По попису из 2010. године број становника је 261, што је 65 (-19,9%) становника мање него 2000. године.
| Група             | 2000.       | 2010.       |
| Белци             | 317 (97,2%) | 255 (97,7%) |
| Афроамериканци    | 0 (0,0%)    | 0 (0,0%)    |
| Азијати           | 0 (0,0%)    | 0 (0,0%)    |
| Хиспаноамериканци | 4 (1,2%)    | 0 (0,0%)    |
| Укупно            | 326         | 261         |